# Elsfleth
Elsfleth è una città di 9 113 abitanti abitanti della Bassa Sassonia, in Germania.
Appartiene al circondario (Landkreis) del Wesermarsch (targa BRA).